# Núi Yōtei
Núi Yōtei (羊蹄山 (Dương Đế sơn) Yōtei-zan, theo nghĩa đen là "núi móng cừu") là một núi lửa dạng tầng không hoạt động tọa lạc tại vườn quốc gia Shikotsu-Toya, Hokkaidō, Nhật Bản. Còn được gọi là Yezo Fuji hay Ezo Fuji (蝦夷富士 (Hà Di Phú Sĩ)), "Ezo" là một tên cũ của đảo Hokkaido, vì núi này tương tự núi Fuji nổi tiếng hơn. Ngọn núi cũng được biết đến như Makkari Nupuri (マッカリヌプリ) và Núi Shiribeshi (後方羊蹄山 (Hậu Phương Dương Đế sơn) Shiribeshi-yama). Đây là một trong 100 núi nổi tiếng Nhật Bản.

## Địa chất

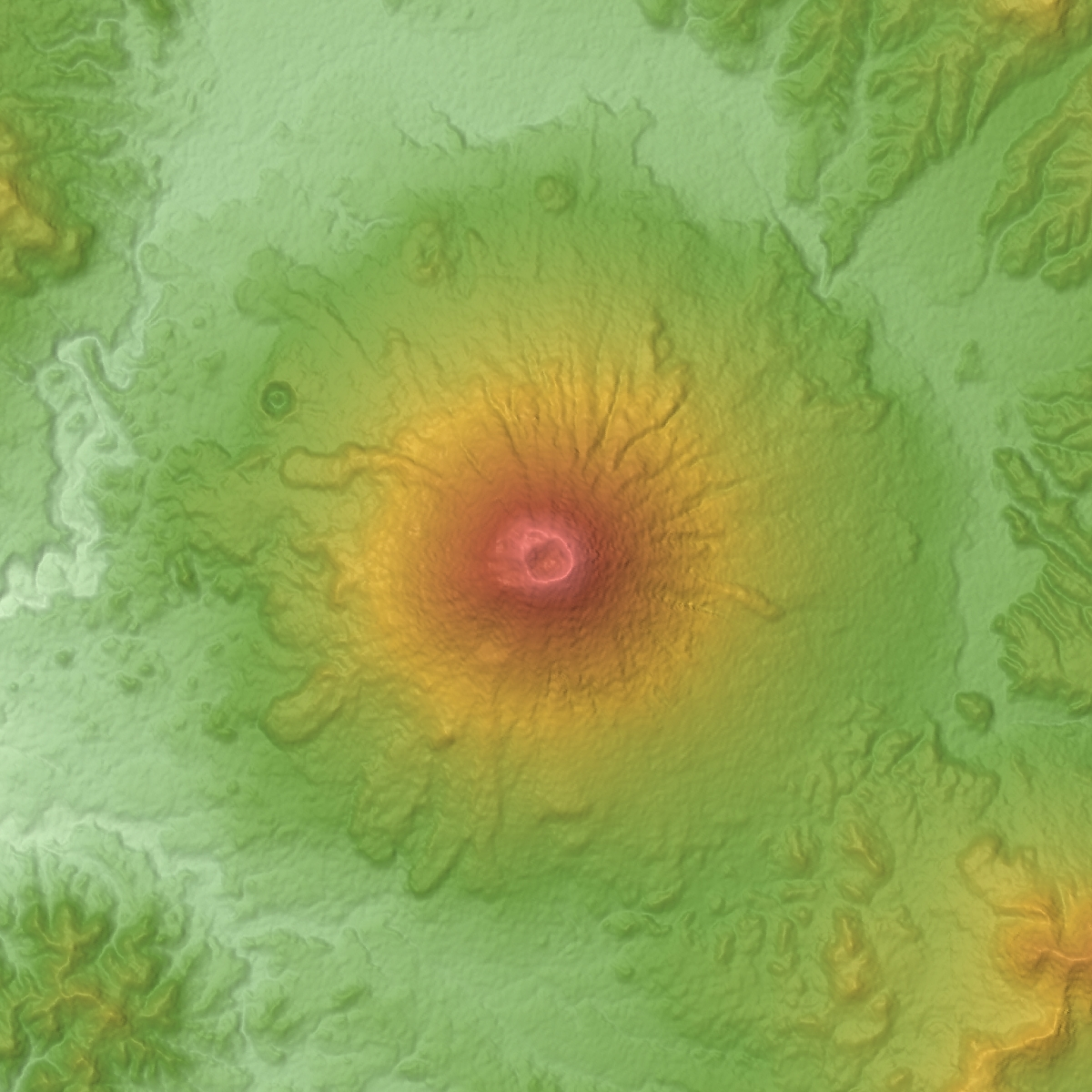
Bản đồ địa hình núi lửa Yotei.

Núi Yotei chủ yếu gồm khoáng chất andesite và dacite. Núi lửa dạng tầng đối xứng tăng thêm sự tương đồng với núi Fuji.

### Lịch sử nổi lên
Nghiên cứu niên đại chỉ ra hai đợt phun trào của núi Yotei. Gần đây nhất vào khoảng năm 1050 TCN từ một núi lửa dạng tầng đang nổi lên từ cánh phía tây bắc của núi tại hồ Hangetsu ( Hangetsu-ko). Đợt phun trào trước đó vao khoảng năm 3550 TCN.